# Faro di San Vito lo Capo
Il faro di Capo San Vito, si trova in Sicilia, è situato sulla punta di Capo San Vito da circa 1,5 km a nord di San Vito Lo Capo.

## Storia
Il faro è attivo dal 1859.

## Architettura
Il faro è composto di un fabbricato bianco di un piano abitato dal farista con adiacente la Torre Faro alta 40 metri con lanterna e galleria.
Il faro è composto di un faro principale (n. 3170) e da un fanale (n. 3172) ospitato nella torre del faro principale.  Il faro principale è dotato di una ottica rotante ed emette lampi bianchi, con un periodo di 5 secondi, con portata di 25 miglia nautiche. Il fanale emette luce rossa isofase con periodo di 4 secondi, ha una portata 6 miglia nautiche, è visibile da 165° a 225°, e sta a segnalare la secca a nord di Capo San Vito.
Il faro ed il fanale fanno capo al Comando di Zona Fari della Marina Militare con sede a Messina (che si occupa di tutti i fari della Sicilia), Reggenza di San Vito Lo Capo.